# Ширин Абу Акле
Ширин Абу Акле (арап. شيرين أبو عاقلة: 3. април, 1971 –  11. мај, 2022) била је палестинско-америчка новинарка која је радила као репортерка за канал на арапском језику Ал Џазира и била је једна од најистакнутијих имена широм Блиског истока за своје деценије извештавања на палестинским територијама.
Током своје каријере, извештавала је о бројним важним догађајима у палестинској историји, док је такође анализирала израелску политику; њено телевизијско извештавање и изразити потписи били су добро познати, а као водећи новинар у арапском свету, инспирисала је многе друге Палестинце и Арапе, посебно жене, да остваре каријеру у новинарству.
Дана 11. маја 2022. године, док је носила плави прслук на коме је писало „PRESS“, убијена је док је покривала рацију Израелских одбрамбених снага (ИДФ) на избеглички камп Џенин на Западној обали. Ал Џазира, фоторепортер агенције Франс прес и палестинско министарство здравља известили су да ју је ИДФ убио. Док су првобитне израелске изјаве сугерисале да ју је Палестинац можда убио, израелски званичници су рекли новинарима недељу дана касније да је пушка израелског војника „можда убила“ Абу Акле, а да су израелски „војници у војном возилу били око 140 метара од места где су новинари радили и више пута пуцали отприлике у време када је Абу Акле убијена." Истраге Асошиејтед преса и Си-Ен-Ена, оба објављене 24. маја 2022, откриле су да је Абу Акле вероватно била "убијена од израелске ватре; истрага Си-Ен-Ена пронашла је доказе који сугеришу да је убиство било „циљани напад израелских снага“. Према истрази Палестинских власти (ПА), Ширин Абу Акле су „намерно убиле израелске снаге“ када је покушавала да побегне.
Начин њене смрти и накнадни насилни прекиди на њеној сахрани, када је израелска полиција наоружана палицама напала носиоце њеног ковчега, изазвали су широку међународну осуду Израела. Њеној сахрани је присуствовало десетине хиљада Палестинаца и била је то једна од највећих сахрана одржаних у Јерусалиму.